# Neurodiversidad

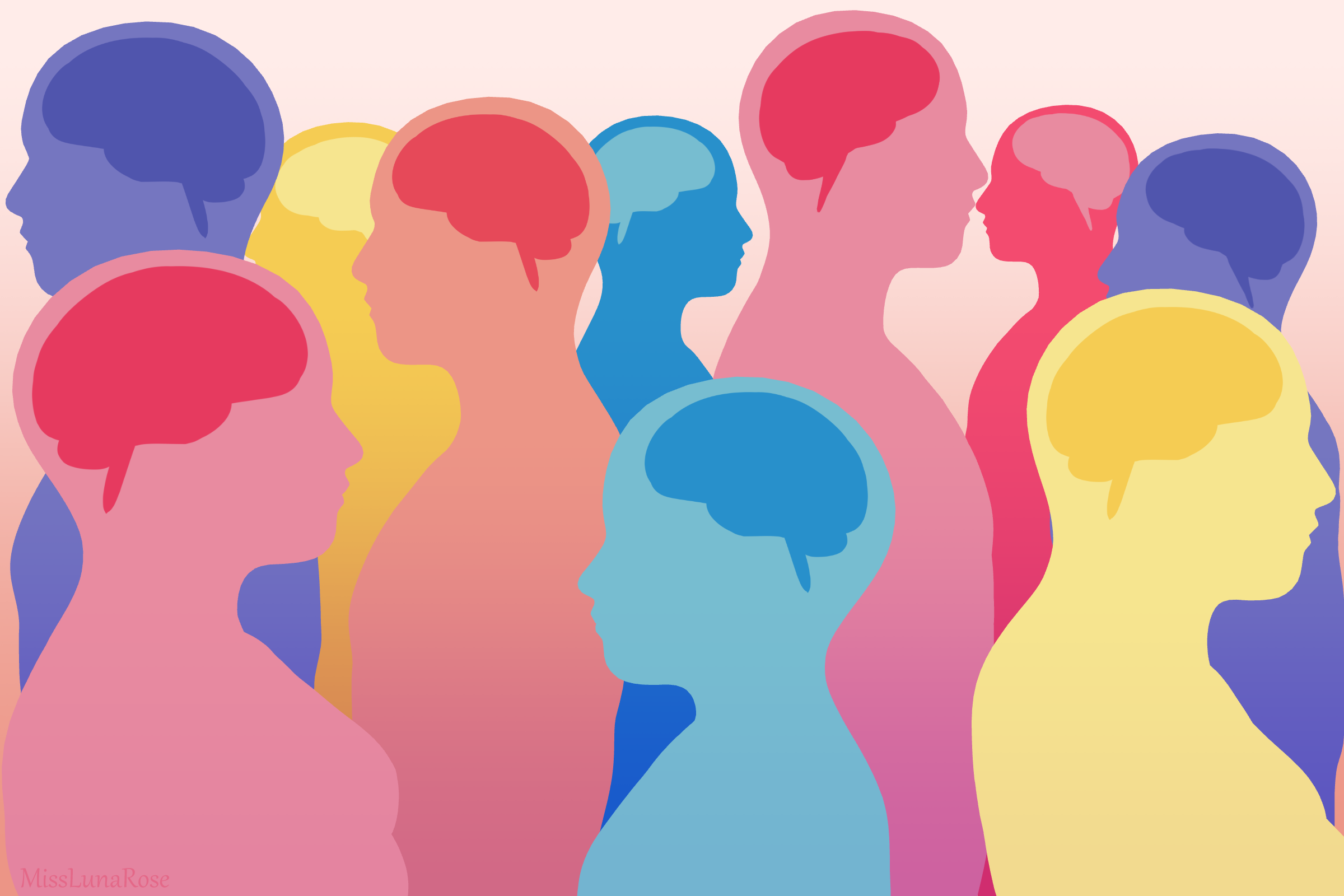
Arte autista que representa la diversidad natural de las mentes humanas

La neurodiversidad es un concepto que sostiene que las diferencias de pensamiento, sentimiento y comportamiento como autismo, el TDAH, dislexia o dispraxia no deben considerarse trastornos mentales con déficits inherentes, sino expresiones de la diversidad humana que hay que valorar y apoyar, análogas a otras características como el sexo, la etnia o la orientación sexual.
El concepto de neurodiversidad es similar, pero no igual, al modelo social de la discapacidad, que considera que las discapacidades se deben principalmente a un desajuste entre el individuo y su entorno.Se opone al capacitismo, que se refiere a la discriminación de las personas con discapacidad.Se argumenta que los supuestos normativos sobre el funcionamiento y la independencia son culturalmente relativos e históricamente contingentes.
El término «neurodiversidad» se refiere a la diversidad de las mentes humanas en general, mientras que el término «neurodivergente» (acuñado por Kassiane Asasumasu en 2000) se refiere a un individuo cuya arquitectura neurológica no se alinea con lo que la sociedad considera la forma «estándar» de pensar, sentir o comportarse, en contraste con los «neurotípicos» que representan la mayoría.

## Historia y terminología
El término «neurodiversidad» fue acuñado por la socióloga autraliana Judy Singer en 1998.Otras descripciones afirman que fue utilizado públicamente por primera vez por el periodista Harvey Blume en 1997, quien se refirió a las comunidades autistas en línea sobre el origen del término.
Se considera que Jim Sinclair sentó las bases del movimiento por la neurodiversidad con su discurso de 1993 «Don't Mourn For Us» («No lloréis por nosotros»), en el que pedía a los padres de niños autistas que no se entristecieran por el autismo de sus hijos, sino que lo aceptaran como parte de su personalidad, tras lo cual surgió un movimiento por los derechos de los autistas en las comunidades en Internet.
La neurodiversidad requiere evitar el uso de un lenguaje capacitista, por ejemplo:
- «Característicos» o «rasgos» en lugar de «síntomas»
- «Apoyo» o «intervención» en lugar de «tratamiento»
- «Altas/bajas necesidades de apoyo» en lugar de «alto/bajo funcionamiento»
- «Coocurrente» en lugar de «comórbido»
- «Autistas» en lugar de «personas con autismo»
- Evitar el uso de palabras como «cura», «prevención» o «carga»

## Implicaciones
El movimiento de la neurodiversidad pretende sustituir el modelo patológico/médico que desea «curar» a las personas con discapacidad por un marco de discapacidad neutral y no patologizante que siga permitiendo a los autistas acceder a los apoyos  necesarios, que varían mucho de una persona a otra.
Mientras que otros movimientos por los derechos de los discapacitados se oponen a la selección prenatal para eliminar del acervo genético a las personas con discapacidad, el movimiento por la neurodiversidad extiende esta crítica a las intervenciones en personas vivas. Exige un cambio de paradigma hacia intervenciones que afirmen la neurodiversidad. Por ejemplo, señalan que ocultar los rasgos autistas («enmascaramiento») se asocia a mayores índices de problemas de salud mental como ansiedad y depresión, y piden que se acepte la identidad autista de la persona en lugar de intentar que parezca más «normal».
Otro objetivo principal del movimiento de la neurodiversidad es eliminar las barreras (en aspectos sociales, comunicativos, conductuales y sensoriales) y aumentar la aceptación de los autistas, por ejemplo en la educación, el empleo y el sistema sanitario. Hay personas y organizaciones que adoptan ciertas terminologías de la neurodiversidad sin introducir cambios sustanciales en su forma de ver y tratar a los autistas, lo que ha sido criticado como «neurodiversidad lite».

## Debate
La cuestión de si el autismo y otras características actualmente patologizadas deben considerarse «trastornos» o unas expresiones de la neurodiversidad neutras ha suscitado una gran controversia entre autistas, sus familias e investigadores.Actualmente, está teniendo lugar un cambio.Un número creciente de científicos, profesionales, organizaciones y autoridades de salud pública ha empezado a adoptar el concepto de neurodiversidad, considerando el autismo como algo neutro o positivo.Otros todavía trabajan desde la perspectiva de que el autismo es un «trastorno».
Los argumentos principales de proponentes de considerar el autismo (y otros características neurológicas) una forma de neurodiversidad en lugar de «trastornos» o «enfermedades» son los siguientes:
- Las características autistas se consideran neutras. Mencionan, por ejemplo, el problema de la doble empatía, que significa que las dificultades en la interacción social no son el resultado de déficits inherentes a la persona autista, sino que surgen de un desajuste entre autistas y no autistas.[28][29][30] Las conductas restringidas y repetitivas se describen como conductas que sirven a un propósito significativo, como regular las experiencias sensoriales, controlar la ansiedad o crear una sensación de seguridad, incluso aunque en ciertos casos sean claramente desadaptativas.[31][32][33]
- Muchos autistas no consideran que serlo sea un trastorno sino parte de su identidad y rechazan la idea de curarlo.[34][35]Se propone que los autistas deben ser considerados como los expertos pertinentes en la materia.[36]Pasar por alto las voces de los autistas constituiría una injusticia epistémica.[37]
- Aunque el autismo puede ser el resultado de un factor patológico (virus, tumores, lesiones, etcétera) no siempre es así. Ciertos tipos de autismo son heredables mediante polimorfismos de nucleótido único comunes en la población y no se consideran indicativos de trastorno o disfunción.[38]
- Hay evidencia de que muchos autistas tienen ciertas capacidades cognitivas en mayor grado que la población general (por ejemplo, reconocimiento de patrones), entre otros puntos fuertes como una manera especial de entender el mundo o ser capaz de convertirse en experto en un área especializada.[39][40]
- El término «neurodiversidad» deja un impacto más positivo que con «desorden» o «trastorno» en cuanto al bienestar y la autoestima de los autistas.[41][42]
- El uso de un lenguaje respetuoso y no patologizante se asocia a una menor deshumanización, cosificación y estigmatización.[43][4]

Quienes se oponen al punto de vista de la neurodiversidad piensan que el autismo debe considerarse un trastorno porque ven las dificultades de los autistas (por ejemplo, el comportamiento) como déficits individuales que son intrínsecamente negativos.Consideran que el movimiento de la neurodiversidad no es representativo de todas las personas neurodivergentes, especialmente de los autistas que no pueden expresar por sí mismos su opinión sobre el tema, y suelen tener mayores necesidades de apoyo.Partidarios de la neurodiversidad han defendido que ciertos aspectos como las conductas autolesivas que presentan algunos autistas, la ansiedad o la comunicación funcional (ya sea verbal o a través de otros medios de comunicación) son objetivos de intervención adecuados incluso cuando el autismo no se considera un trastorno. También aclaran que ver el autismo como algo neutro no significa que los autistas no sean discapacitados, sino que la mayor parte de la discapacidad se debe a un entorno no adaptado y que no tener ciertas capacidades o necesitar apoyo no es en sí algo malo, porque las nociones de «funcionamiento normal» e «independencia» son relativas a las opiniones de la sociedad dentro de un contexto cultural e histórico específico.

## Libros importantes sobre el tema
- Ernesto Reaño: ¿Qué es el autismo?, 2023, ISBN 978-6120088388
- Nick Walker: Neuroqueer Heresies. Notes on the Neurodiversity Paradigm, Autistic Empowerment, and Postnormal Possibilities. Autonomous Press, 2020, ISBN 978-1945955266
- Steven Kapp (Editor): Autistic Community and the Neurodiversity Movement. Palgrave MacMillan, 2020, ISBN 978-981-13-8437-0, disponible gratuitamente: https://link.springer.com/book/10.1007/978-981-13-8437-0
- Robert Chapman: Empire of Normality. Pluto Press, 2023, ISBN 978-0745348667
- Damian Milton (Editor): The Neurodiversity Reader. Pavilion, 2020, ISBN 978-1912755394
- Damian Milton: A Mismatch of Salience. Pavilion, 2017, ISBN 978-1911028765